# Tallmyrtjärnen, Lappland
Tallmyrtjärnen är en sjö i Storumans kommun i Lappland och ingår i Umeälvens huvudavrinningsområde.